# Night of Champions (2010)
Night of Champions (2010) foi a 4ª edição do evento anual do pay-per-view Night of Champions, produzido pela WWE. Aconteceu no dia 19 de setembro de 2010 na Allstate Arena em Rosemont, Illinois.

## Antes do evento
Night of Champions terá lutas de wrestling profissional diferentes lutadores com rivalidades e storylines pré-determinadas que se desenvolverão no Raw, SmackDown e WWE Superstars—programas de televisão da WWE's (WWE). Os lutadores interpretarão um vilão ou um mocinho seguindo uma série de eventos para gerar tensão, culminando em uma ou várias lutas.
No Raw de 23 de agosto, o General Manager anônimo decidiu que o WWE Champion Sheamus iria assistir à uma série de lutas para decidir seu adversário no Night of Champions. Ao fim da noite, Sheamus escolheu Zack Ryder como seu oponente na mesma noite, o derrotando e decidindo não defender o título no evento. No entanto, Wade Barrett decidiu usar seu direito a uma luta em um pay-per-view por ter vencido a primeira temporada do NXT. O General Manager decidiu transformar a luta em uma 6-Pack Challenge também envolvendo Chris Jericho, Randy Orton, John Cena e Edge. No Raw Especial 900, Chris Jericho adicionou uma estipulação à luta: se ele não a ganhasse, ele deixaria a WWE. No Raw de 6 de setembro, o GM da Raw anunciou que, se Edge e Chris Jericho não ganhassem suas respectivas lutas naquela noite, iriam ser tirados do Six Pack Challenge. Jericho perdeu sua luta contra John Morrison, sendo retirado então do Six Pack Challenge no Night of Champions. No Raw da semana seguinte, o General Manager da Raw anunciou que, se Jericho ganhasse a Steel Cage match contra The Hart Dynasty, ele voltaria ao Six Pack Challenge. Na mesma noite o GM tornou a luta uma Six Pack Elimination match.
No SummerSlam, Michelle McCool e Layla, conhecidas como Team LayCool, atacaram a Divas Champion Melina, a provocando nas semanas seguintes. No Raw Especial 900, elas desafiaram Melina para unificar o Divas Championship com o Women's Championship no Night of Champions. Melina aceitou, com a condição de que a mesma fosse uma Lumberjill match. No Smackdown de 17 de setembro, Michelle e Layla pediram para Kaval fazer um sorteio para decidir qual das duas enfrentaria Melina no PPV. Michelle ganhou o sorteio. E após Michelle sair, Layla percebeu que havia apenas papeis com o nome de Michelle.
No Raw 900, John Morrison e R-Truth enfrentaram "Dashing" Cody Rhodes e Drew McIntyre para decidir quem seriam os desafiantes pelo WWE Tag Team Championship da Hart Dynasty. A luta acabou em dupla desqualificação.
No Smackdown de 6 de junho, The Undertaker foi encontrado pelo seu irmão Kane em estado vegetativo. Kane acusou Rey Mysterio de ter atacado The Undertaker, porém, no retorno surpresa de Undertaker no SummerSlam, Kane aplicou um Tombstone Piledriver no Undertaker e depois confessou ter atacado seu irmão. No Smackdown de 3 de setembro, Kane confirmou que vai lutar contra The Undertaker pelo World Heavyweight Championship. No Smackdown de 10 de setembro, Undertaker disse que queria uma No Holds Barred Match. Kane aceitou no Smackdown da semana seguinte.
No SummerSlam, Dolph Ziggler e Kofi Kingston tiveram uma luta valendo o WWE Intercontinental Championship, mas a mesma terminou sem vencedor, devido à interferência de Nexus. No Smackdown de 20 de agosto, Dolph Ziggler e Kofi Kingston tiveram outra luta pelo Intercontinental Championship, na qual Kofi Kingston ganhou a luta por desqualificação, e Dolph Ziggler reteve o título. No Smackdown da semana seguinte, eles tiveram mais uma luta pelo título, que terminou com Kofi Kingston derrotando Dolph Ziggler por countout, fazendo com que Dolph retivesse o título mais uma vez. Uma luta entre os dois foi marcada para o Night of Champions pelo Intercontinental Championship, na qual Dolph Ziggler não pode perder por DQ ou countout, ou perderá o título.

## Evento
Na primeira luta do evento Dolph Ziggler derrotou Kofi Kingston para manter o WWE Intercontinental Championship, Ziggler fez o pin com um "Zigzag". Big Show derrotou CM Punk, Show fez o pin após um "KO Punch". Daniel Bryan derrotou The Miz para vencer o WWE United States Championship, Bryan fez a submissão com um "LeBell Lock". Michelle McCool derrotou Melina para unificar o WWE Women's Championship e o WWE Divas Championship, McColl fez o pin após um "Big Boot". Kane derrotou The Undertaker para manter o World Heavyweight Championship, Kane venceu após um "Tombstone". Antes da sexta luta do GM da Raw anunciou que The Hart Dynasty defenderiam o WWE Tag Team Championship em uma Tag team Turmoil match. Cody Rhodes e Drew McIntyre derrotaram The Hart Dynasty, The Usos, Santino Marella & Vladmir Koslov e Evan Bourne & Mark Henry para vencerem o WWE Tag Team Championship, Rhodes fez o pin em Bourne com um "Cross Rhodes". No evento principal Randy Orton derrotou Sheamus, Wade Barrett, John Cena, Edge e Chris Jericho para vencer o WWE Championship, Orton fez o pin final em Sheamus após um "RKO".

## Resultados
| Nº                                          | Resultados | Estipulações | Tempo |
| ------------------------------------------- | --- | --- | ----- |
| Dark                                        | John Morrison derrotou Ted DiBiase | Luta individual | N/A   |
| 1                                           | Dolph Ziggler (c) derrotou Kofi Kingston | Luta individual pelo WWE Intercontinental Championship; Se Ziggler perdesse por contagem ou desqualificação, Kingston venceria o título | 12:45 |
| 2                                           | Big Show derrotou CM Punk | Luta individual | 4:40  |
| 3                                           | Daniel Bryan derrotou The Miz (c) por submissão | Luta individual pelo WWE United States Championship                                                                                     | 12:28 |
| 4                                           | Michelle McCool (Women's) derrotou Melina (Divas) | Luta Lumberjill para unificar o WWE Divas Championship e o WWE Women's Championship                                                     | 6:36  |
| 5                                           | Kane (c) derrotou The Undertaker | Luta No Holds Barred pelo World Heavyweight Championship                                                                                | 18:26 |
| 6                                           | Cody Rhodes e Drew McIntyre derrotaram The Hart Dynasty (David Hart Smith e Tyson Kidd) (c), The Usos (Jimmy e Jey Uso), Santino Marella e Vladimir Kozlov, Mark Henry e Evan Bourne - The Usos eliminaram The Hart Dynasty (02:13) - The Usos eliminaram Santino e Kozlov (03:18) - Mark Henry e Evan Bourne eliminaram The Usos (05:11) - Cody Rhodes e Drew McIntyre eliminaram Mark Henry e Evan Bourne. (11:43) | Luta Tag Team Turmoil pelo WWE Tag Team Championship                                                                                    | 11:43 |
| 7                                           | Randy Orton derrotou Sheamus (c), Wade Barrett, Chris Jericho, John Cena e Edge - Orton eliminou Jericho (01:30) - Cena eliminou Edge (15:02) - Barret eliminou Cena (18:32) - Orton eliminou Barret (20:33) - Orton eliminou Sheamus (21:27) | Desafio Six Pack pelo WWE Championship                                                                                                  | 21:27 |
| (c) – Refere-se aos campeões antes da luta. | | |       |

1. ↑  As Lumberjills foram: The Bella Twins (Nikki e Brie), Kelly Kelly, Eve Torres, Alicia Fox, Natalya, Jillian Hall, Layla, Tamina, Gail Kim, Rosa Mendes e Maryse.